# 奥昔非君
奥昔非君（INN：oxyfedrine）是一种血管扩张剂和β肾上腺素受体激动剂。
研究发现，它可以抑制冠状血管的张力，改善心肌代谢（使心脏更好地撑过缺氧），并发挥正变时和正性肌力作用，从而避免诱发心绞痛。正性变时性和正性肌力作用尤其重要，因为用于心绞痛的其他血管扩张剂可能会适得其反，导致冠状动脉窃血现象。
有研究提出奥昔非君可与抗生素产生协同作用。

## 合成

专利：